# Julia Livilla
Julia Livilla, född 18 e.Kr., död 41 e.Kr., var en inflytelserik romarinna.
Hon var dotter till Germanicus och Agrippina den äldre, och syster till kejsar Caligula, Agrippina den yngre och Julia Drusilla. Hon gifte sig med Marcus Vicinius.   
Hon är känd som en av deltagande i ett misslyckat kuppförsök, då hon år 39 tillsammans med sin syster Agrippina försökte placera  Marcus Aemilius Lepidus, änkling till hennes döda syster Drusilla och älskare till både Livilla och hennes syster Agrippina, på tronen.  Kuppen misslyckades och Marcus Aemilius Lepidus avrättades, medan de två systrarna sändes i exil. 
Hon kunde återvända till Rom när hennes farbror kejsar Claudius besteg tronen. Hon hamnade dock i en konflikt med kejsarinnan Messalina, och blev åter förvisad. Hon avrättades på order av Claudius.  